# Baranagar
Baranagar est une ville d'Inde de la banlieue de Calcutta ayant en 2011 une population de 248 466 habitants.

## Éducation
Il abrite l'Institut indien de statistiques, une institution d'importance nationale destinée à la recherche, à l'enseignement et à l'application de statistiques, de sciences naturelles et de sciences sociales. Le lycée École secondaire ashrama de la mission Baranagore Ramakrishna est l’une des écoles les plus anciennes et les plus réputées de Baranagar et du North 24 Parganas.